# 川井綾子
川井 綾子（かわい あやこ、1977年7月27日 - ）は、フリーアナウンサー、リポーター。血液型はA型。趣味はバレエとミュージカル鑑賞、モダン・ダンス。英検2級、証券外務員2種。

## 略歴
- 岩手県出身。大阪府育ち。聖心女子大学文学部日本語日本文学学科卒業後、テレビ朝日アスクから2年間の派遣契約で2003年7月から青森朝日放送の契約アナウンサーをしていた。
- その後、BS朝日『News Access』キャスターを経て、2008年7月から2012年3月までTOKYO MX『TOKYO MX NEWS』キャスター。

## TV出演
- スーパーJチャンネルABA（青森朝日放送）
- News Access（BS朝日）
- TOKYO MX NEWS（TOKYO MX）